# Bojowy sprzęt techniczny
Bojowy sprzęt techniczny – uzbrojenie i wyposażenie sił zbrojnych dzielące się ogólnie na środki bojowe i środki pomocnicze. Do środków bojowych należą:
- broń biała;
- broń palna (działa i broń strzelecka);
- czołgi;
- samochody pancerne;
- transportery opancerzone;
- działa pancerne;
- samoloty;
- okręty;
- amunicja i uzbrojenie ww. sprzętu.

Do środków pomocniczych należą:
- sprzęt:
  - fortyfikacyjny;
  - drogowy;
  - mostowy;
  - maskujący;
  - oświetleniowy;
- techniczne środki łączności;
- środki:
  - rozpoznania;
  - wykrywania;
  - naprowadzania;
  - transportowe;
  - obrony:
    - przeciwchemicznej;
    - przeciwbiologicznej;
- urządzenia pomocnicze do rakiet i pocisków rakietowych.